# 黃文高
黃文高（1927年9月26日—2013年2月26日），原越南共和國軍少將。
黃文高1927年9月26日出生於順化。他早年参加越南战争，并有战功。之后担任越南共和國參議員。430事件后，被逮捕入狱，1987年释放，后赴美国。

## 個人生活
已婚，有10個兒女和超過19個子孫。

## 軍事簡歷
- 排長，1950-51年
- 連長，1951-52年
- 營長，1953-54年
- 特別參謀行政，院長 1955-57年
- 師長，第13師，1957年至1958年
- 司令官，第7師及前江戰術區，1959年至1962年
- 首席談判代表，越南－柬埔寨邊境會見代表團，1964年3月
- 一般專員，民間投訴及建議辦公室，1964年5月4日
- 部長，總政戰部，1965-66年
- 軍長，第1軍，1966年5月16至30日

## 政治生涯
- 主席，社會民主黨陣營，參議員，1967年至1968年
- 主席，外交事務和信息化委員會，參議員，1968年
- 第1副主席，參議員，1970-1971年
- 參議員，1971年至1975年

## 勳章及獎狀
- 保國勳章